# Szczyt NATO w Brukseli 2022
Szczyt NATO w Brukseli – 34. szczyt NATO zorganizowany w Brukseli 24 marca 2022.
34 szczyt NATO był szczytem nadzwyczajnym; odbył się miesiąc po inwazji Rosji na Ukrainę.
Przywódcy państw członkowskich Sojuszu zgodzili się zreformować długoterminową politykę NATO w zakresie odstraszania i obrony we wszystkich obszarach: na lądzie, morzu, w powietrzu, w cyberprzestrzeni i przestrzeni kosmicznej. Potępili agresywne działania Rosji i potwierdzili pomoc rządowi i narodowi Ukrainy oraz obronę bezpieczeństwa wszystkich sojuszników.

## Postanowienia szczytu
Podsumowanie szczytu zostało zawarte w Oświadczeniu szefów państw i rządów NATO. 

Potępiono w nim rosyjską agresją na Ukrainę uznając ją za najpoważniejsze zagrożenie dla bezpieczeństwa euroatlantyckiego. Wezwano prezydenta Władimira Putina do natychmiastowego zaprzestania wojny i wycofania wojsk z Ukrainy, a Białoruś do zaprzestania w niej współudziału. Wyrażono uznanie dla heroicznego oporu Ukraińców, potępiono ataki Rosji na ludność cywilną, w tym kobiety i dzieci. Zapowiedziano pociągnięcie do odpowiedzialności osób odpowiedzialnych za naruszenia prawa humanitarnego i międzynarodowego. Wezwano Rosję do utworzenia korytarzy humanitarnych do Mariupola i innych oblężonych miast.
Potępiono ataki na infrastrukturę cywilną, w tym zagrażające elektrowniom jądrowym. Ostrzeżono, ze wykorzystanie broni chemicznej lub biologicznej wiązałoby się z poważnymi konsekwencjami. Potwierdzono poparcie dla niepodległości, suwerenności i integralności terytorialnej Ukrainy w ramach jej uznanych międzynarodowo granic. Przypomniano, że poszczególne państwa NATO szkolą siły zbrojne Ukrainy, wzmacniając ich zdolności bojowe. Zobowiązano się także do pomocy w takich obszarach, jak cyberbezpieczeństwo i ochrona przed zagrożeniami chemicznymi, biologicznymi, radiologicznymi i nuklearnymi.
Wezwano też  inne państwa, w tym Chińską Republikę Ludową, do powstrzymania się od wspierania działań wojennych Rosji i omijania przez nią sankcji. W oświadczeniu potwierdzono kontynuowanie polityki otwartych drzwi  i zapewniono o wsparciu dla partnerów dotkniętych rosyjskimi zagrożeniami. Zapowiedziano podjęcie wszelkich niezbędnych kroki w celu ochrony i obrony bezpieczeństwa sprzymierzonych populacji i każdego centymetra terytoriów państw NATO.
Zapowiedziano rozmieszczenie elementów Sił Odpowiedzi na wschodniej flance NATO – 40 000 żołnierzy pod bezpośrednim dowództwem NATO wspieranych przez narodowe siły Sojuszu. Ponadto podjęto decyzje, aby zapewnić bezpieczeństwo i obronę wszystkich członków Sojuszu z podejściem 360 stopni. Zapowiedziano utworzenie dodatkowych wielonarodowych grup bojowych w Bułgarii, na Węgrzech, w Rumunii i na Słowacji oraz intensyfikację ćwiczeń ze zwiększonym naciskiem na zbiorową obronę i interoperacyjność. Zwrócono uwagę, że zapewnienie bezpieczeństwa Sojuszu będzie wymagało zwiększonych wydatków na obronę. Zdecydowano się przyspieszyć wysiłki, aby w całości wypełnić zobowiązanie w zakresie inwestycji w obronę.
Po szczycie przewodniczący polskiej delegacji, prezydent  Andrzej Duda powiedział:

Ta wojna nie może zostać przez Rosję wygrana. Bo zwycięstwo oznacza niebezpieczeństwo dla wschodniej flanki Sojuszu, oznacza niebezpieczeństwo w efekcie dla całego NATO. Trzeba prowadzić dyplomację, ale oprócz tego trzeba także stosować twarde środki, które będą Rosję przywoływały do porządku i które będą od Rosji twardo wymagały powrotu do przestrzegania prawa międzynarodowego.

## Uczestnicy szczytu
Przewodniczący delegacji państw NATO

- Albania – premier Edi Rama
- Belgia – premier Alexander De Croo
- Bułgaria – prezydent Rumen Radew
- Kanada – premier Justin Trudeau
- Chorwacja – prezydent Zoran Milanović
- Czechy – premier Petr Fiala
- Dania – premier Mette Frederiksen
- Estonia – premier Kaja Kallas
- Francja – prezydent Emmanuel Macron
- Niemcy – kanclerz Olaf Scholz
- Grecja – premier Kiriakos Mitsotakis
- Węgry – premier Viktor Orbán
- Islandia – premier Katrín Jakobsdóttir
- Włochy – premier Mario Draghi
- Łotwa – prezydent Egils Levits
- Litwa – prezydent Gitanas Nausėda
- Luksemburg – premier Xavier Bettel
- Czarnogóra – prezydent Milo Đukanović
- Holandia – premier Mark Rutte
- Macedonia Północna – premier Dimitar Kowaczewski
- Norwegia – premier Jonas Gahr Støre
- Polska – prezydent Andrzej Duda
- Portugalia – premier António Costa
- Rumunia – prezydent Klaus Iohannis
- Słowacja – prezydent Zuzana Čaputová
- Słowenia – premier Janez Janša
- Hiszpania – premier Pedro Sánchez
- Turcja – prezydent Recep Tayyip Erdoğan
- Wielka Brytania – premier Boris Johnson
- Stany Zjednoczone – prezydent Joe Biden
- NATO –  sekretarz generalny NATO Jens Stoltenberg

Inni uczestnicy szczytu
- Unia Europejska – przewodnicząca Komisji Europejskiej Ursula von der Leyen
- Japonia – premier Fumio Kishida
- Ukraina – prezydent Wołodymyr Zełenski (wideokonferencja)